# Schullehrerkonferenzgesellschaft
Schullehrerkonferenzgesellschaften waren Bildungseinrichtungen für Lehrer an Elementarschulen. In der Zeit vor der allgemeinen seminaristischen Lehrerbildung dienten sie als kostengünstige Reformmaßnahme der Vermittlung pädagogischen Wissens an die noch unprofessionalisierte bzw. noch nicht verberuflichte Lehrerschaft. 
Schullehrerkonferenzen tauchen im späten 18., vor allem aber im frühen 19. Jahrhundert in mehreren Gebieten Deutschlands auf, in Preußen forderte sie bereits das Generallandschulreglement von 1763. In größerem Rahmen umgesetzt wurde das Konzept aber zuerst in der Kurmark Brandenburg unter dem Schulreformer und frühen Schulverwaltungsbeamten Bernhard Christoph Ludwig Natorp (1774–1846), der von 1809 bis 1816 als Schulrat der Kurmärkischen Regierung in Potsdam die Verantwortlichkeit über das Niedere Schulwesen innehatte.
Die durch Natorp angeregten Konferenzen sollten im Idealfall als Form der bildenden Geselligkeit dem freien pädagogischen Gespräch dienen. In der Realität wurden sie aber meist als methodologische Lehrkurse oder als „Nachhülfsschulen“ für Lehrer unter der Direktion des Ortsgeistlichen abgehalten. Die erste Konferenzgesellschaft gründete der Prediger Friedrich Wilhelm Gotthilf Frosch 1810 in Krahne bei Brandenburg an der Havel. Nach kurzer Zeit erfassten insgesamt 153 Gesellschaften den überwiegenden Teil der kurmärkischen Elementarlehrerschaft. Die Versammlungen fanden in der Regel in 14-täglichem Abstand statt, im Winter entfielen die Zusammenkünfte, zu denen sich die Lehrer der Nachbardörfer nach oft langem Fußmarsch meist samstags einfanden, wetterbedingt.
An viele Konferenzgesellschaften waren Lesegesellschaften angebunden. Der Bücherfundus, den sich die Lehrer anlegten, bildete in vielen Fällen den Grundstock der späteren Lehrerbibliotheken. Über ihre Bildungsaufgabe hinaus boten Schullehrerkonferenzgesellschaften ihren Mitgliedern die Möglichkeit zur Vereinigung in beruflich definierten Assoziationen. Als frühe Formen des deutschen Lehrervereinswesens förderten sie so Berufsethos und Standesbewusstsein unter Lehrern.